# Hans Hesse (Maler)

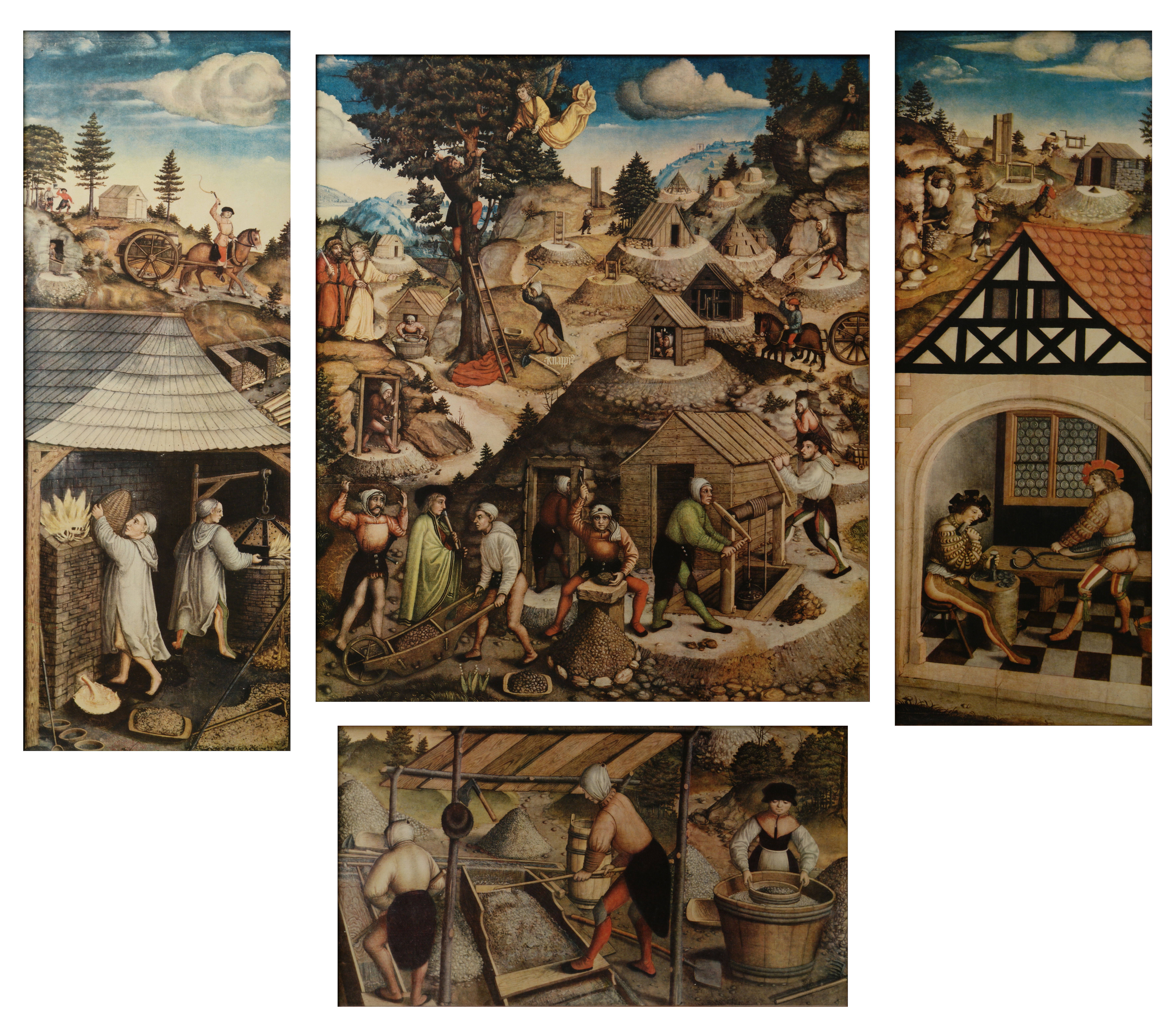
Annaberger Bergaltar von Hans Hesse

Hans Hesse (* vor 1497; † nach 1539) war ein deutscher Tafel- und Glasmaler der späten Gotik und frühen Renaissance.

## Leben und Wirken
Über das Leben des wahrscheinlich um 1470 geborenen Malers ist nur wenig bekannt.
Aufgrund seines Malstils wird vermutet, dass er in Nürnberg (Nähe zur Wolgemut-Werkstatt) oder im Nürnberger Raum seine Ausbildung erhielt. Ob er aus dieser Gegend stammt, konnte bisher nicht von der Forschung belegt werden. Der Aufenthalt Hesses in Sachsen ist nur für die Jahre von 1497 bis 1539 nachweisbar.
Das erste Hans Hesse mit Sicherheit zuzuschreibende Werk ist ein gemalter, 1497 fertiggestellter Flügelaltar, der sich heute in der Dorfkirche in Dittmannsdorf im Erzgebirgskreis befindet. 1500 oder 1501 ließ sich Hesse in Zwickau nieder, um dort eine bis etwa 1506 nachweisbare Werkstatt zu betreiben. Während dieser Zeit lernte er den ebenfalls in Zwickau arbeitenden Bildschnitzer Peter Breuer kennen, mit dem er den 1505 geweihten Hochaltar der Johanniskirche in Chemnitz ausführte.
Hesse zog wahrscheinlich 1506 in das albertinische Annaberg, wo im selben Jahr ein Mann namens Hans Hesse wegen Totschlag verurteilt wurde. Ob der Maler mit dem gleichnamigen Verurteilten identisch ist, lässt sich nicht mehr klären. Es ist lediglich bekannt, dass Hesse sich schon kurze Zeit später im benachbarten, ernestinischen Buchholz niederließ, wo er vor möglichen Nachstellungen aus Annaberg sicher war.
In Buchholz gelangte er durch den Kauf und Verkauf von Häusern zu einigem Wohlstand. Er wurde ein angesehener Bürger dieser Stadt, der als Maler weiterhin gefragt blieb und in den Folgejahren zahlreiche Aufträge ausführte, so unter anderem den Wolfgangsaltar in Buchholz. Sein Hauptwerk ist die Bemalung des 1521 geweihten Annaberger Bergaltars in der St. Annenkirche, die er 1522/23 ausführte. Berühmt sind vor allem die informativen Darstellungen aus dem erzgebirgischen Bergmannsleben auf der Rückseite des Retabels. Nach 1524 arbeitete er vorwiegend für böhmische Auftraggeber. So entstanden beispielsweise der Barbara-Altar in Želina (Seelau), der Altar von Vintiřov (Winterritz, heute zu Radonice u Kadaně) oder der Flügelaltar von Horní Mokropsy.
Die letzten Nachweise seiner Tätigkeit (um 1530) lassen sich mit einem Heiligenflügel in Teplice und der Predella der Familie Švihovský (heute in der Prager Nationalgalerie) aufführen. Hans Hesse wurde 1539 letztmals in den Akten erwähnt. Aufgrund seines, für die damalige Zeit hohen Alters, ist anzunehmen, dass er wenig später verstorben ist.

## Werke
- Annaberg-Buchholz, Evangelische Stadtkirche Sankt Annen
  - Die heilige Katharina, Schutzheilige der Bergleute; wahrscheinlich Teil des Epitaphs des Stifters Gurlitt
  - Annaberger Bergaltar, um 1520–1522
  - Die heilige Katharina mit der Familie Pflugk, um 1515–1520; wahrscheinlich Flügel des ehemaligen Familienaltars der Familie Pflugk
  - Maria mit dem Kinde auf einer Mondsichel stehend, um 1515–1520; wahrscheinlich Flügel des ehemaligen Familienaltars der Familie Pflugk
- Annaberg-Buchholz, Franziskanerkirche
  - Die heilige Veronika mit dem Schweißtuch Christi, das von zwei Engeln gehalten wird, um 1523/24; Bekrönung des ehemaligen Hochaltars der Franziskanerkirche in Annaberg
  - Die Heiligen Klara und Ludwig, um 1523/24; Altarflügel des ehemaligen Hochaltars der Franziskanerkirche in Annaberg
  - Die Heiligen Margareta und Christophorus, um 1523/24; Altarflügel des ehemaligen Hochaltars der Franziskanerkirche in Annaberg
- Annaberg-Buchholz, St.-Katharinen-Kirche zu Buchholz
  - Wolfgangsaltar, um 1515
- Brüx,
  - Winteritzer Marienaltar, Flügelaltar, 1526 gestiftet von Apel (V.) Vitzthum von Apolda, Mariä Himmelfahrt Kirche in Most (Brüx) Tschechien
- Chemnitz, Schlossbergmuseum
  - Die Heiligen Wolfgang von Regensburg (?), Andreas und Jakobus d. Ä. / Die Heiligen Katharina, Margaretha, Barbara und Stifterin mit ihren Töchtern, um 1505; Flügel des ehemaligen Hochaltars der Johanniskirche zu Chemnitz
  - Madonna auf der Mondsichel mit Maria Magdalena, um 1503, aus der Marienkirche Zwickau (Eigentum der Staatl. Kunstsammlungen, Dresden)
- Chemnitz-Ebersdorf, Evangelische Stiftskirche Unserer Lieben Frauen
  - acht Sszenen der Passionsgeschichte im Hochaltar, um 1513
- Dittmannsdorf, Dorfkirche
  - Flügelaltar, 1497
- Leipzig, Museum des Kunsthandwerks
  - Die Heiligen Andreas und Jakobus d. J.,  um 1504; ehemals Flügelinnenseite des Hochaltars der Nikolaikirche zu Zwickau
  - Die Heiligen Johannes der Täufer und Johannes der Evangelist, um 1504; ehemals Altarflügel des Hochaltars der Nikolaikirche zu Zwickau
- Plauen, Kirche zu Neumark
  - Stifterpaar, 1498; Glasmalerei, Fenster
  - Geistlicher, 1498; Glasmalerei, Fenster
- Propsteikirche
  - Zwölf Flügel eines ehemaligen Altars, 1522
- Zwickau, Dom Sankt Marien
  - Epitaph des Baldassar Teufel mit „Ecce homo“, 1500